# Pacchionische Granulation
Die Pacchionischen Granulationen  sind kleine knopfartige (gefäßfreie) Aussackungen der Spinnwebenhaut (Arachnoidea) durch die äußerste Hirnhaut (Dura mater) in die venösen Blutleiter. Sie dienen der Resorption der Hirnflüssigkeit (Liquor).
Synonyme sind: Arachnoidalzotten; Arachnoidalgranulationen; lateinisch Granulationes arachnoideales; Foveolae granulares
Die Namensbezeichnung bezieht sich auf die Erstbeschreibung durch Antonio Pacchioni im Jahre 1705.
Diese Granulationen finden sich überwiegend frontal (stirnseitig) im Drainagegebiet des Sinus sagittalis superior, sie können bei entsprechender Größe knöcherne Ausdünnungszonen bilden, die Foveolae granulares genannt werden. Sie entstehen ab dem 12. Lebensjahr.
Sie werden in der Magnetresonanztomographie bei mindestens 2 von 3 Personen gefunden.
Eine Bedeutung haben diese Granulationen in der medizinischen Bildgebung für die Abgrenzung von der Sinusthrombose, aber auch eventueller extraduraler Raumforderungen.
Pacchionische Granulationen können auch bei Vögeln nachgewiesen werden.